# Suonenjoki
Suonenjoki település Finnországban. Lakosainak száma 6708 fő (2023. december 31.).  Az Észak-Szavónia régióban, Kuopio városától 50 kilométerre délnyugatra található.

## Városrészek
A városközpont mellett tartozik a következik falvak Suonenjokihez: Herrala, Hulkkola, Iisvesi, Jauhomäki, Karkkola, Kukkola, Kutumäki, Kuvansi, Kärkkäälä, Liedemäki, Luukkola, Lyytilänmäki, Markkala, Nuutila, Piispalanmäki, Pörölänmäki, Rajalanniemi Sydänmaa, Toholahti, Tyyrinmäki, Vauhkola, Vehvilä, Viippero és Jalkala.
A városközpont részei: Harakkaniemi, Keskusta, Kirkkolanniemi, Kolmisoppi, Kopola, Käpylä, Lampientaipale, Mannilanpelto, Metsola, Pappilanpelto, Purola, Tervala, Yhteislaidun és Valkeisenmäki. 

## Népessége
| Lakosok száma | 8203 | 7992 | 7787 | 7741 | 7607 | 7598 | 7496 | 7390 | 7266 | 6708 |
|               | 1999 | 2001 | 2003 | 2006 | 2008 | 2010 | 2012 | 2015 | 2017 | 2023 |